# Позіна
Позіна (італ. Posina, вен. Poxina) — муніципалітет в Італії, у регіоні Венето, провінція Віченца.
Позіна розташована на відстані близько 450 км на північ від Рима, 95 км на північний захід від Венеції, 34 км на північний захід від Віченци.
Населення — 576 осіб (2014).

## Демографія
Населення за роками:

Станом на 1 січня 2023 року в муніципалітеті офіційно проживало 57 іноземців з 14 країн, серед них 35 громадян країн Євросоюзу.

## Сусідні муніципалітети
- Арсьєро
- Лагі
- Скіо
- Терраньйоло
- Трамбілено
- Валлі-дель-Пазубіо
- Вело-д'Астіко